# Самовар
Самова́р (калька дав.-гр. αὐθέψης — «самокип», «самовар») — пристрій для кип'ятіння води та приготування чаю. Спочатку вода нагрівалася внутрішньою топкою, що являє собою високу трубку, яку наповнювали деревним вугіллям. Пізніше з'явилися інші види самоварів — гасові, електричні та ін.

## Класифікація самоварів
Сучасна класифікація самоварів:
- електричний самовар (нагрівання води відбувається за допомогою нагрівального елемента);
- жаровий самовар (синоніми: вугільний, дров'яний);
- комбінований самовар.

## Історія

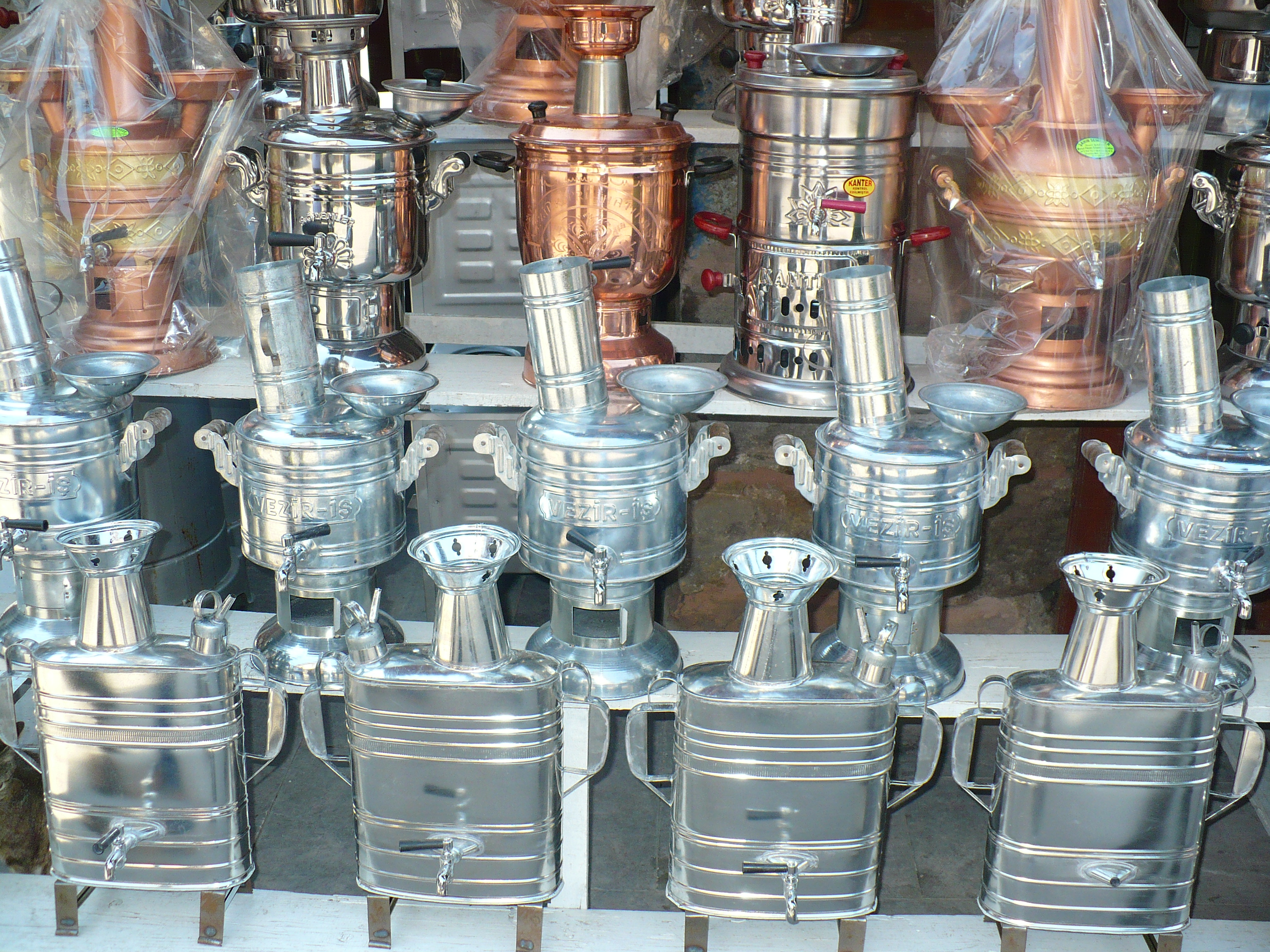
Турецькі самовари

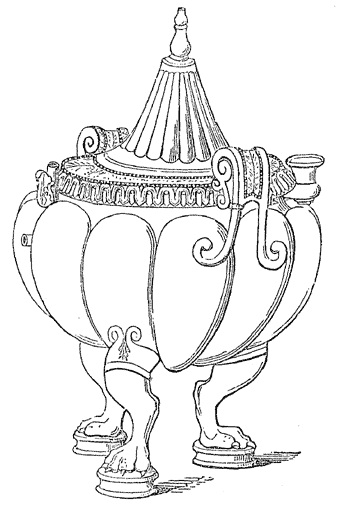
Грецька автепса.

Самовар дуже стародавній прилад для кип'ятіння води, що встановити місце його походження неможливо. Під час археологічних розкопок Азербайджану (село Дашуст, Шекинського району) виявлено глиняні самовари, яким не менше 3600 років. Залишки мідного самовару знайшли в руїнах поволзького середньовічного золотоординського міста Бельджамен, нині — Дубовка. Очевидно, що він був булгарського виробництва.
Пристрої такого типу давно були відомі в Китаї, але вони не служили для приготування чаю. На ранні російські самовари дуже схожа давньогрецька автепса (грец. αὐθέψης : αὐτός + ἕψω, «само + кип'ятячий», «само-варячий»). Первісною Батьківщиною самовара в Росії є Урал. На російську традицію самовара, ймовірно, вплинули візантійська та середньоазіатська культури.
Про появу перших документально зафіксованих самоварів у Росії (у Тулі) відомо таке. У 1778 році на вулиці Штиковій, що в Заріччі, брати Іван і Назар Лисицини виготовили перший самовар у невеликому закладі. Засновником цього закладу був їхній батько, зброяр Федір Лисицин, який у вільний від роботи на збройовому заводі час побудував власну майстерню і виготовляв у ній різні вироби з міді.
Вже в 1803 на них працювали четверо тульських міщан, сім зброярів, двоє візників, 13 селян. Разом 26 осіб. Це була вже фабрика, і капітал її становив 3000 рублів, дохід — до 1500 рублів. Чималі гроші. Фабрика в 1823 році перейшла до сина Назара — Микити Лисицина.

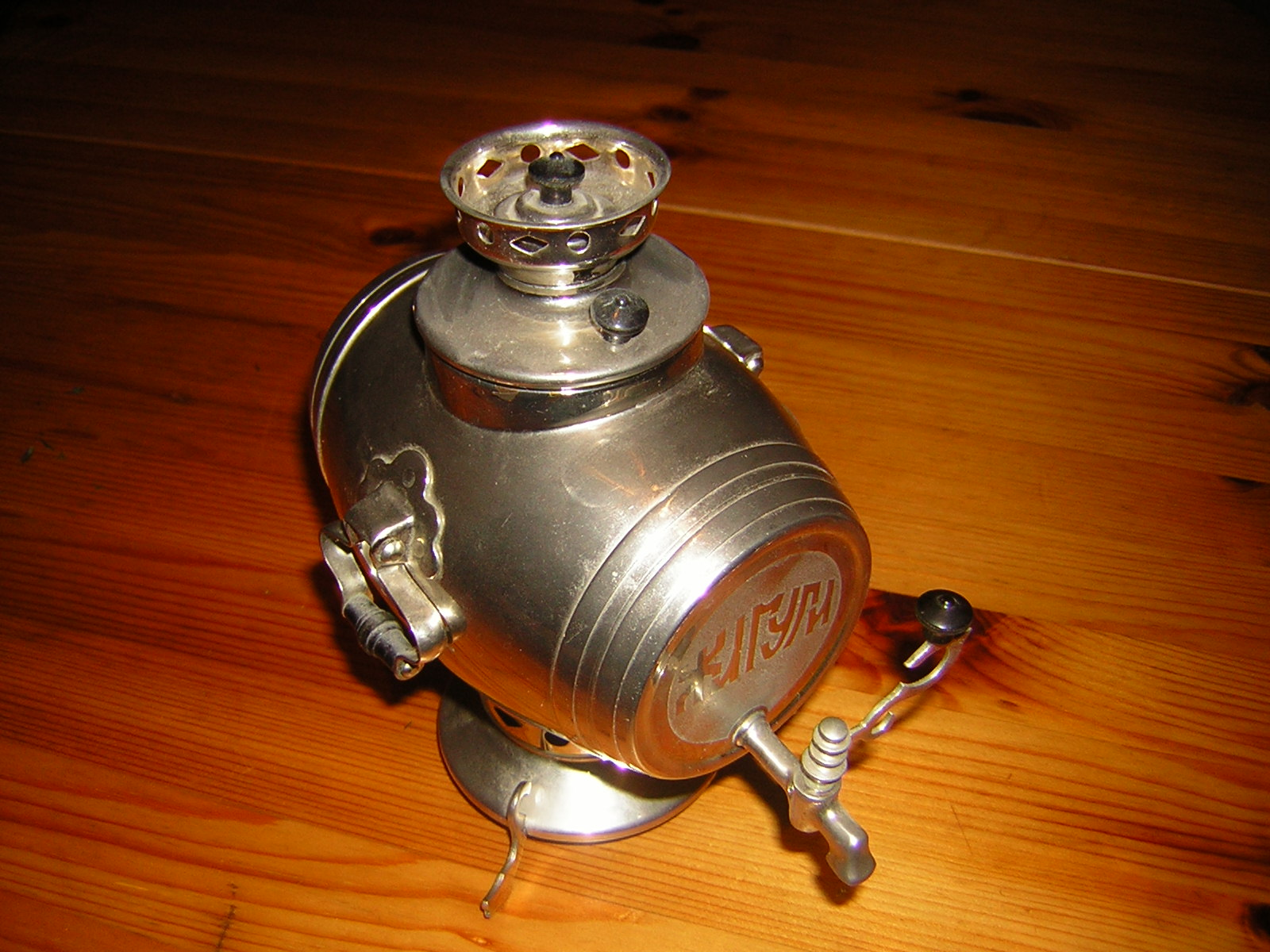
Самовар-барило

Самовари Лисицина славилися розмаїттям форм і оздоблень: барила, вази з карбуванням і гравіюванням, самовари яйцеподібної форми, з кранами у вигляді дельфіна, з петлеподібними ручками.

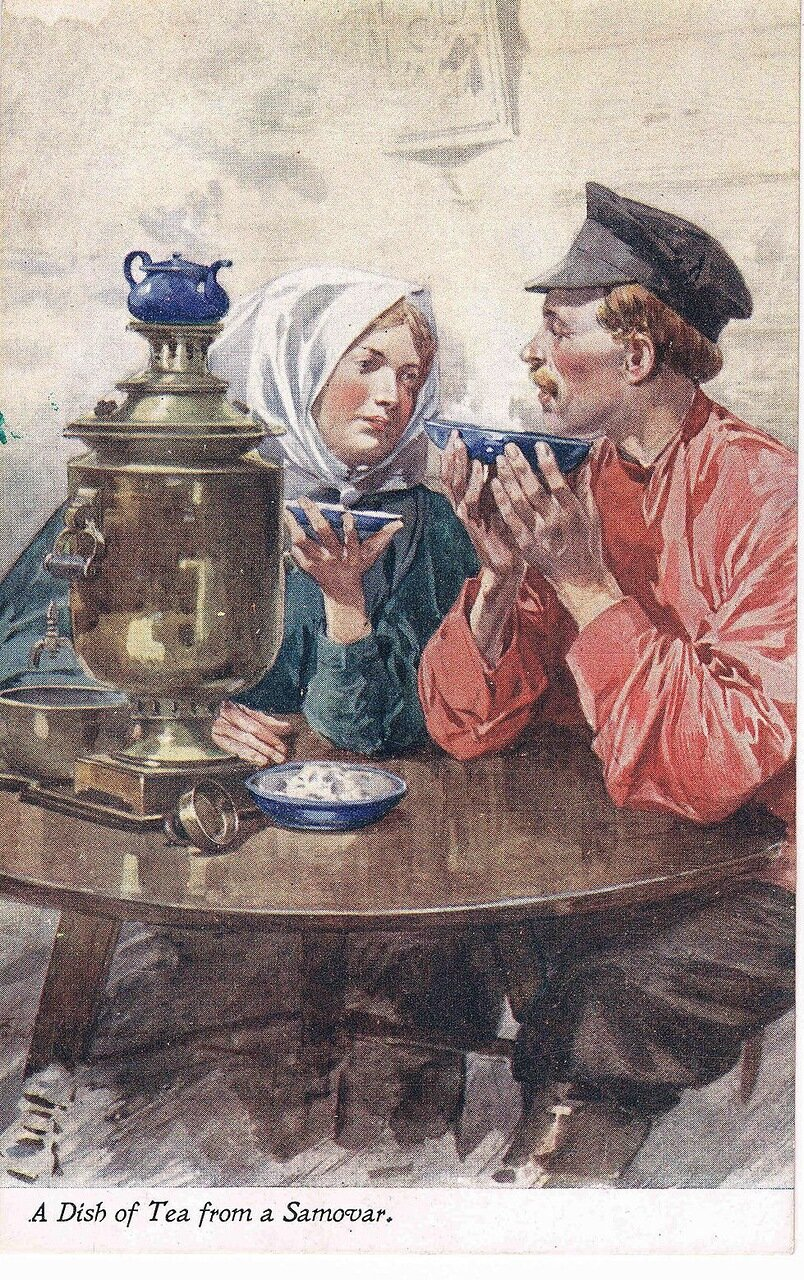
Чаювання із самоваром. Листівка із серії «Русские типы»

Самоварне виробництво виявилося вельми прибутковим. Кустарі швидко перетворювалися на фабрикантів, майстерні — в фабрики.
У 1785 році відкривається самоварний заклад А. М. Морозова, у 1787 році — Ф. М. Попова, у 1796-му — Михайла Медведєва.
У 1808 році в Тулі працювало вісім самоварних фабрик. У 1812 році відкривається фабрика Василя Ломова, у 1813 році — Андрія Курашова, у 1815 році — Єгора Черникова, в 1820 році — Степана Кисельова.
Василь Ломов разом зі своїм братом Іваном випускали самовари високої якості, за 1000—1200 штук на рік, і отримали високу популярність. Самовари тоді продавалися на вагу і коштували: з латуні — 64 рубля за пуд, з червоної міді — 90 рублів за пуд.
У 1826 році фабрика купців Ломових випускала за рік 2372 самовара, Микити Лисицина — 320 штук, братів Черникових — 600 штук, Курашова — 200 штук, міщанина Малікова — 105 штук, зброярів Мінаєва — 128 штук і Чигінського — 318 штук.

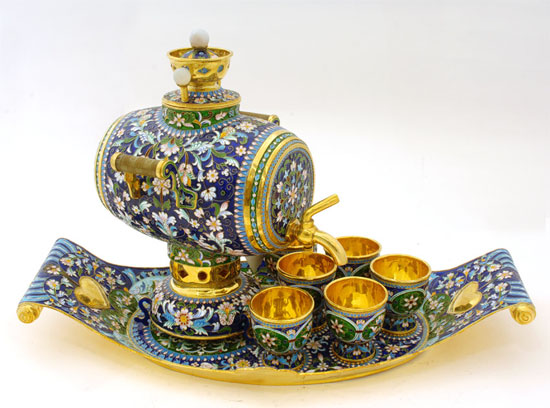
Самовар з чашками на підносі, кінець XIX ст.

У 1850 році в одній тільки Тулі було 28 самоварних фабрик, які випускали близько 120 тисяч штук самоварів на рік і безліч інших мідних виробів. Так, фабрика Я. В. Ляліна виробляла в рік понад 10 тисяч штук самоварів, фабрики І. В. Ломов, Рудакова, братів Баташових — по сім тисяч штук кожна.
Наприкінці XIX — початку XX століття з'являються нові типи самоварів — гасовий, самовар «Паричко» і мідні самовари фабрики Черникових з пристроєм труби збоку. В останніх подібний пристрій посилював рух повітря і сприяв швидкому закипанню води.
Самовари гасові з резервуаром для палива випускала (поряд з жаровими) заснована в 1870 році фабрика російського підданого Рейнгольда Тейле, і робили їх тільки в Тулі. Цей самовар знайшов великий попит там, де був дешевий гас, особливо на Кавказі. Гасові самовари продавалися і за кордоном.
Самовар був важливим атрибутом російських хатніх господарств і трактирів, використовувався всіма верствами населення — від найбідніших селян до найвищих класів. Вираз «сісти біля самовара» означав «вести невимушену бесіду під час чаювання».
У 1908 році парова фабрика братів Шахдат і К° випустила самовар зі знімним глечиком — самовар «Паричко». Його винайшов інженер А. Ю. Паричко, який продав свій патент Шахдату і К°. Ці самовари були безпечні в пожежному відношенні, не могли розпаятися або зіпсуватися, як звичайні самовари, якщо при топці в них не опинялося води. Завдяки влаштуванню верхнього піддувала і можливості регулювати тягу, вода в них довго залишалася гарячою. І чистити їх було зручно. Працювали вони на вугіллі, спирті і іншому паливі. Газета «Тульскій говоръ» за 1908 рік писала про самовар «Паричко» як про видатний винахід, як про добрий подарунок до свята. Самовар, що зберігається в музеї, має тавро: «Самовар Паричко. Єдине у світі виробництво парової самоварної фабрики товариства братів Шахдат і К°».

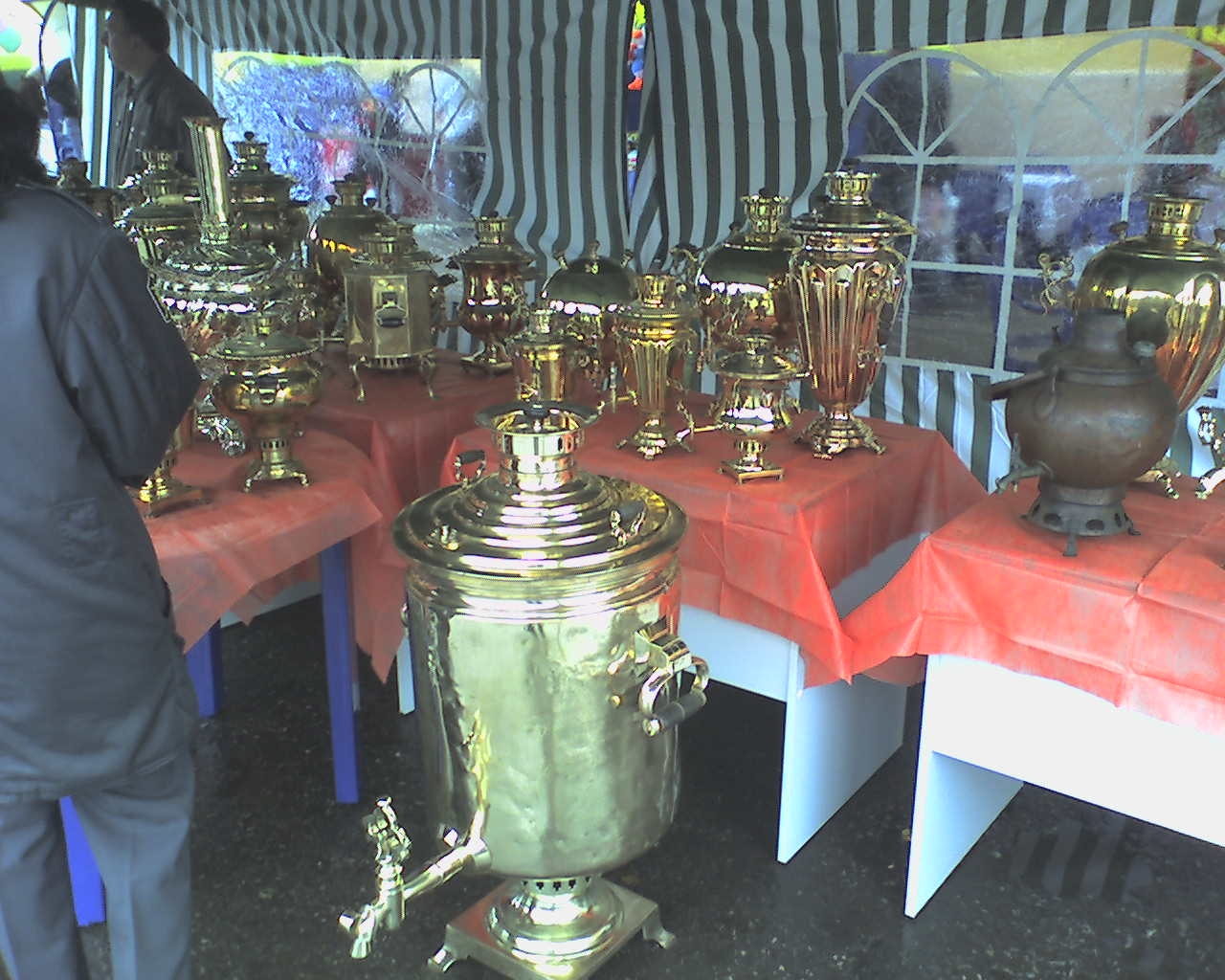
Старовинні російські самовари

Революція 1917 року внесла свої корективи. У цей період самоварна промисловість майже припинила своє існування. У 1918 році відбувається націоналізація самоварних підприємств. У 1919 році в Тулі утворюється державне об'єднання самоварних фабрик. У 1922 р. виробництво самоварів організовується на Першому державному мідеобробному заводі в м. Кольчугіно (нині ЗАТ ТД Кольчуг-Міцар).
У XX столітті, з поширенням газових і електричних плит, а також електричних чайників використовування самоварів сильно зменшилося, вони сприймаються як пам'ятки минулої епохи. Самовар є популярним сувеніром для зарубіжних туристів.
У 1950 році Тульський патронний завод був перейменований в «Штамп». Після війни це був єдиний завод у Тулі, який випускав самовари. З 1956 року завод «Штамп» почав випускати електричні самовари, що прийшли на зміну вугільним. А в 1964 році тут же почали випускати самовари-сувеніри «Ясна поляна». У цей час у «Штампі» діє заводський музей самоварів, в якому більше 400 експонатів.
У 1990 році в Тулі на вулиці Менделєєвська біля стін Кремля було відкрито музей «Тульські самовари».
У парк-готелі «Грумант» Щекинського району Тульської області експонується приватна колекція самоварів (різних епох, фабрик та географії) Михайла Борщова. У колекції понад 400 експонатів. «Онлайн-музей» колекції Михайла Борщова відкрито на сайті www.samovaroff.net. Незабаром для колекції планується побудувати окремий музей.

## Будова самовара

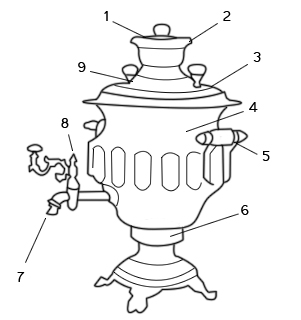
Схема самовара: 1 — заглушка, 2 — конфорка, 3 — кришка, 4 — корпус, 5 — ручки, 6 — піддон, 7 — трубка крана, 8 — гілка крана, 9 — шишки кришки і заглушки

Незважаючи на різноманітність форм, влаштовані самовари однаково.
Кожен самовар складається з нижче перелічених частин:
- Стінка (основна частина самовара, куди наливається вода для кип'ятіння)
- Глек (внутрішня труба у самоварі, куди кладеться паливо: соснові шишки, гілки, тріски, вугілля)
- Коло (лите кільце, яке розташоване на верхній частині стінки)
- Шийка (низ самовара)
- Піддон (підставка самовара)
- Ручки
- Репейок (фігурна пластина, що прикріплюється до стінки самовара, в яку врізається кран)
- Гілка (ручка крана, яка може мати найрізноманітніші форми й декоративні прикраси)
- Конусний кран
- Денце
- Душник (отвір на кришці самовара для випускання пари при кип'ятінні води)
- Шишки — ручки на кришці і заглушці
- Підшишки (цвяхи для прикріплення дерев'яних шишок)
- Конфорка (пристосування для установки заваркового чайника і для здійснення потоку повітря, якщо конфорка закрита кришкою)
- Заглушка (ковпачок, щоб закривати глек)

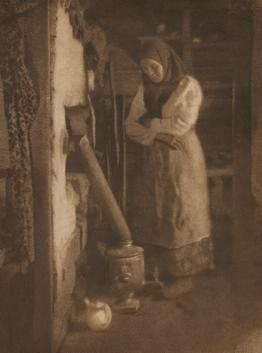
Самовар з виведеною в душник печі трубою. Фото М. П. Андреєва, 1924 р.

На глек часто встановлюється Г-подібна труба для відводу диму, зроблена зі сталі чи латуні. На руських печах передбачався спеціальний канал-димохід з отвором-душником, куди вставляється верхній кінець самоварної труби.
Коли самовар не використовувався, паливо могли залишати в глеку, де воно злегка тліло; а коли треба було нагріти воду, полум'я роздмухували міхом (для цієї мети нерідко використовували чобіт, хоча промисловістю випускалися і спеціальні міхи).

## Інше
- За часів Другої Світової війни радянські солдати іноді називали «самоварами» міномети[10].